# Onesia sidorenkoi
Onesia sidorenkoi är en tvåvingeart som beskrevs av Yu. G. Verves 2004. Onesia sidorenkoi ingår i släktet Onesia och familjen spyflugor.
Artens utbredningsområde är Ukraina. Inga underarter finns listade i Catalogue of Life.